# Макаронезійський біогеографічний регіон

Біогеографічні регіони Європи й Туреччини: арктичний, бореальний, атлантичний, континентальний, альпійський, паннонський, середземноморський, макаронезійський, степовий, чорноморський та анатолійський регіони

Макаронезійський біогеографічний регіон — це біогеографічний регіон за визначенням Європейського агентства з навколишнього середовища, який охоплює Азорські острови, Канарські острови та Мадейру. Назва походить від групи з чотирьох архіпелагів, відомих як Макаронезія, які також включають Кабо-Верде, який не входить до європейського регіону. Усі архіпелаги мають вулканічне походження, складний ландшафт і м’який клімат, а також багате біорізноманіття.

## Обсяг
Макаронезійський біогеографічний регіон включає португальські Азорські острови й архіпелаг Мадейра, а також іспанські Канарські острови. Великі кальдери, зубчасті гори та скелі, широкі долини та захищені затоки є домом для дуже багатого набору видів та місць проживання.

## Азорські острови
Дев'ять Азорських островів мають океанічний клімат з м'якими температурами й великою кількістю опадів. У результаті на островах є велика кількість озер, басейнів, річок, боліт і вологі ліси, унікальні в регіоні Макаронезії. Розірвані берегові лінії пропонують багато різних місць проживання: скелясті береги, солончаки, лагуни та зарослі морські скелі. Усередині островів є пустища, сухі чагарники, лавові поля та ділянки ялівцевих і лаврових лісів.
Скелі є домом для багатьох ендемічних видів, таких як азорський дзвіночок (Azorina vidalii), а морське життя є одним з найчисленніших в Атлантиці. Тут водиться близько 24 морських ссавців, включаючи афалін, кашалотів і гринд. Ендемічний снігур азорський (Pyrrhula murina), який колись був загальною ознакою місцевих лісів, його популяція скоротилася до 120 пар, але тепер він на шляху до відновлення завдяки проєкту ЄС LIFE.

## Мадейра
Архіпелаг Мадейра включає два основних острови, Мадейра і Порту-Санту, і менші незаселені острови Ільяс Дезертас і Де Сельвагенс. Він переважно рівнинний і напівпосушливий, але сам острів Мадейра може похвалитися субтропічним кліматом, який сильно залежить від висоти, зі значно більш вологими північними схилами на його високих горах і вершинах, які часто змітаються сильні вітри та дощі, а взимку навіть сніг. Мадейра означає «деревина» і колись була вкрита лісами. Сьогодні лавровий ліс займає лише 20 % території острова, але він все ще є найбільшим у світі. Значну екологічну цінність має і макаронезійські пустища, що його замінили.
Головний острів неймовірно багатий ендемічними видами: 120 місцевих рослин уже ідентифіковано, 46 занесені до Директиви про місця проживання, в тому числі Geranium maderense і Scilla maderensis. Тут гніздяться останні 40 пар найрідкіснішого у світі морського птаха — Pterodroma madeira. Порто Санто є домом для 36 ендемічних видів сухопутних равликів і кількох морських видів, таких як морські черепахи та дельфіни-афаліни. Решта, менші групи островів повністю включені до Natura 2000 і суворо охороняються. Острови Селваженш нараховують великі колонії морських птахів і рідкісні ендемічні рослини. Дезерташ це гавань середземноморських Monachus monachus і єдина в ЄС колонія для розмноження буревісника Pterodroma feae.
Сільське господарство є основою економіки Мадейри, але здебільшого залишилося невеликим через нерівний ландшафт. Туризм стає все більш важливим, генеруючи 10% ВВП острова.

## Канарські острови
Канарські острови — найбільші й найсхідніші з трьох архіпелагів. Східні низинні острови, такі як Лансароте і Фуертевентура, надзвичайно посушливі, і серед них переважають величезні прибережні дюни, водно-болотні угіддя, а всередині країни — чагарники й пустища. Більш західні острови є домом для глибоких ущелин і крутих гірських вершин з частими температурними інверсіями. Клімат і ландшафт створюють широкий спектр середовищ існування: пустельні ландшафти берега перебувають у пішій доступності від вологих хмарних лісів гір. 
Канарські соснові ліси є останнім притулком блакитного зяблика Fringilla teydea. Широка різноманітність місць проживання є домом для найбагатшого біорізноманіття регіону та одного з найбагатших у світі. Виявлено понад 14 000 видів, і нові відкриття все ще робляться. Близько 45 % фауни та 25 % видів флори є ендемічними. Із 670 рослин, які живуть на Канарських островах, 66 перераховані в Директиві про місця існування.
Туризм є найважливішим видом економічної діяльності. Змішане та терасове землеробство все ще практикується у внутрішніх районах країни, але швидко зникає, на зміну їм приходять тропічні та вимушені культури для експортного ринку, на які зараз припадає 75 % кінцевого сільськогосподарського виробництва.